# Mecopisthes
Mecopisthes Simon, 1926 è un genere di ragni appartenente alla famiglia Linyphiidae.

## Distribuzione
Le diciotto specie oggi attribuite a questo genere sono state rinvenute nella regione paleartica: le specie dall'areale più vasto sono la M.peusi, rinvenuta in varie località d'Europa e la M. silus, reperita, oltre che in territorio europeo, anche in varie località della Russia.
In Italia è un genere abbastanza rappresentato, vi sono ben tre endemismi:
- M. alter in Italia settentrionale
- M. peuceticus in Italia meridionale
- M. millidgei in Sardegna[2].

Sono stati inoltre rinvenuti diversi esemplari di M. latinus, nel meridione; di M. nicaeensis, nel settentrione; di M. silus in tutta la penisola.

## Tassonomia
A dicembre 2011, si compone di 18 specie secondo Platnick e 19 specie secondo Tanasevitch:
- Mecopisthes alter Thaler, 1991 — Italia
- Mecopisthes crassirostris (Simon, 1884) — Francia, Portogallo
- Mecopisthes daiarum Bosmans, 1993 — Algeria
- Mecopisthes jacquelinae Bosmans, 1993 — Marocco
- Mecopisthes latinus Millidge, 1978 — Svizzera, Italia
- Mecopisthes millidgei Wunderlich, 1995 — Sardegna
- Mecopisthes monticola Bosmans, 1993 — Algeria
- Mecopisthes nasutus Wunderlich, 1995 — Grecia
- Mecopisthes nicaeensis (Simon, 1884) — Francia, Italia
- Mecopisthes orientalis Tanasevitch & Fet, 1986 — Turkmenistan
- Mecopisthes paludicola Bosmans, 1993 — Algeria
- Mecopisthes peuceticus Caporiacco, 1951 — Italia
- Mecopisthes peusi Wunderlich, 1972 — Europa
- Mecopisthes pictonicus Denis, 1949 — Francia
- Mecopisthes pumilio Wunderlich, 2008 — Svizzera
- Mecopisthes rhomboidalis Gao, Zhu & Gao, 1993 — Cina
- Mecopisthes silus (O. P.-Cambridge, 1872)[5] — Europa, Russia
- Mecopisthes tokumotoi Oi, 1964 — Giappone

### Specie trasferite
Nel 1978 l'aracnologo Millidge costituì il nuovo genere Hypsocephalus trasferendovi le 6 specie elencate di seguito:
- Mecopisthes dahli (Lessert, 1909); trasferita al genere Hypsocephalus Millidge, 1978.
- Mecopisthes huberti Millidge, 1975; trasferita al genere Hypsocephalus Millidge, 1978.
- Mecopisthes nesiotes (Simon, 1914); trasferita al genere Hypsocephalus Millidge, 1978.
- Mecopisthes paulae (Simon, 1918); trasferita al genere Hypsocephalus Millidge, 1978.
- Mecopisthes perpusillus Miller, 1966; trasferita al genere Hypsocephalus Millidge, 1978.
- Mecopisthes pusillus (Menge, 1869); trasferita al genere Hypsocephalus Millidge, 1978 con la nuova denominazione Hypsocephalus pusillus (Menge, 1869), a seguito dello studio di Millidge del 1978[1], è invece considerata specie valida del genere Mecopisthes dall'aracnologo Andrei Tanasevitch[4].